# 月夜的惡作劇魔法/CLIMBER×CLIMBER
《月夜的惡作劇魔法／CLIMBER×CLIMBER》（日语：月夜の悪戯の魔法／CLIMBER×CLIMBER）是BREAKERZ的第10張單曲。2011年4月27日由ZAIN RECORDS發售。

## 概要
初回盤A是《月夜的惡作劇魔法》的宣傳MV，初回盤B是《CLIMBER×CLIMBER》的PV收錄。当初發售預定在4月6日，因東北地方太平洋沖地震發生，因生産狀況出問題而変更為4月27日。

## 收錄曲
（全作詞：DAIGO、編曲：BREAKERZ）

### 初回盤A・通常盤・Musing盤
1. 月夜の悪戯の魔法 [4:46]
作曲：AKIHIDE
  - 讀賣電視台制作・日本電視台《名偵探柯南》片尾曲
2. CLIMBER×CLIMBER [4:09]
作曲：SHINPEI
《卡片戰鬥先導者》官方印象歌曲以及DAIGO出演同標題卡片遊戲CM歌曲被使用。
3. ありがとう 〜Beautiful day〜 [4:38]
作曲：SHINPEI

### 初回盤B
1. CLIMBER×CLIMBER
2. 月夜の悪戯の魔法
3. ありがとう 〜Beautiful day 〜

## 收錄專輯
| 曲名             | 收錄專輯 | 発売日        | 備考        |
| ---------------- | -------- | ------------- | ----------- |
| 月夜的惡作劇魔法 | 『GO』   | 2011年9月15日 | 5th原創專輯 |
| CLIMBER×CLIMBER  | 『GO』   | 2011年9月15日 | 5th原創專輯 |

| 電視動畫『名偵探柯南』結尾曲 2011年4月2日 - 2011年7月30日  |                               |                       |
| 前作: Hundred Percent Free 『月圆之夜的危机～想要见你～』  | BREAKERZ 『月夜の悪戯の魔法』 | 次作: B'z 『Pilgrim』 |
| 電視CM『卡片戰鬥先導者』官方印象歌曲 2011年1月 - 2011年9月 |                               |                       |
| 前作: -                                                    | BREAKERZ 『CLIMBER×CLIMBER』  | 次作: BREAKERZ 『GO』 |
| 電視劇『STAND UP!Vanguard』插入歌 2012年5月3日             |                               |                       |
| -                                                          | BREAKERZ 『CLIMBER×CLIMBER』  | -                     |